# Питанга, Камила
Камила Пита́нга Манья́йнш Сампа́йю (порт.-браз. Camila Pitanga Manhães Sampaio, род. 12 июня 1977, Рио-де-Жанейро) — бразильская киноактриса и фотомодель.

## Биография
Камила Питанга родилась в Рио-де-Жанейро в семье актёра Антониу Питанга и танцовщицы Веры Маньяйнш. Свою карьеру Камила начала с модельного бизнеса. В 1993 году в возрасте пятнадцати лет снялась в своём первом сериале «Sex Appeal», в роли уличной женщины, и с тех пор активно снимается в сериалах телекомпании «Globo» и в кино. Камила Питанга является лицом многих рекламных брендов, в том числе косметики L’Oréal и лицом рекламной кампании аромата коллекции духов Salvador Dali RUBYLIPS.

## Семья
Бывший муж — художник Клаудиу Амарал Пейшоту, дочь — Антония Пейшоту (19 мая 2008 года).

## Карьера

### Фильмы
- 1984 — Quilombo
- 1995 — Super Colosso
- 2001 — Atlantis — O Reino Perdido — Кида
- 2001 — Caramuru — A Invenção do Brasil — Катарина Парагуасу
- 2003 — Bala Perdida
- 2004 — Искупитель (Redentor) — Сонинья
- 2004 — Bendito Fruto — Шокита
- 2004 — Цена мира (O Preço da Paz) — Анезия
- 2005 — Знак Хаоса (O Signo do Caos) — Ураган из Сантоса
- 2005 — Sal de Prata — Кассандра
- 2006 — Женщины Бразилии (Mulheres do Brasil) — Эсмералда
- 2007 — Базовая санитария (Saneamento Básico, o Filme) — Силени
- 2007 — Noel — Poeta da Vila — Сеси
- 2010 — Lutas — Жанаина

### Телевидение
- 1993 — Хищник — Терезинья Фронтейра
- 1993 — Sex Appeal — Вилма
- 1995 — Новая жертва — Патрисия
- 1998 — Шальные деньги — Ритинья
- 2001 — Берег мечты — Эсмералда
- 2002 — Пастыри ночи — Мариалва (по одноимённому роману Жоржи Амаду)
- 2003 — Женщины в любви — Лусиана
- 2005 — Белиссима — Моника
- 2007 — Тропический рай — Бебел
- 2008 — Создай свою историю — Сузети да Силва / Черри Дэвис
- 2009 — Капкан для кота — Рози
- 2010 — Большая семья (A Grande Familia) — Марина
- 2011 — Безрассудное сердце (Insensato Coração) — Карол
- 2012 — Бок о бок (Lado a lado) — Изабел
- 2015 — Вавилон — Режина
- 2016 — Старик Шику — Мария Тереза

## Примечание
1. ↑  https://memoriaglobo.globo.com/perfil/camila-pitanga/noticia/camila-pitanga.ghtml
2. ↑  https://natelinha.uol.com.br/famosos/tudo-sobre/camila-pitanga
3. ↑  https://caras.com.br/arquivo/camila-pitanga-musa.phtml
4. 1 2  Internet Movie Database (англ.) — 1990.
5. 1 2  Camila Pitanga // Česko-Slovenská filmová databáze (чеш.) — 2001.
6. 1 2  https://caras.com.br/perfil/camila-pitanga.phtml
7. ↑  Камила Питанга. Биографии. Интернет-проект «Internet Movie Database». Дата обращения: 18 марта 2013. Архивировано 4 июня 2013 года.